# Eccoptosage crassispina
Eccoptosage crassispina är en stekelart som först beskrevs av Cameron 1903.  Eccoptosage crassispina ingår i släktet Eccoptosage och familjen brokparasitsteklar. Inga underarter finns listade i Catalogue of Life.